# Margot, la pupa della villa accanto
Margot, la pupa della villa accanto è un film pornografico del 1983 diretto da Frank Slabo (alias Ennio Pontis).

## Trama
George, un uomo coinvolto in affari poco chiari, si trasferisce in una villa in una località isolata, apparentemente per motivi di lavoro. Nella villa accanto vive Margot, una donna misteriosa e sensuale, che attira subito l'attenzione dell’uomo. Intorno a loro si muovono altri personaggi ambigui, tra cui ex amanti, complici e una nipote che sembra nascondere qualcosa.
Le giornate scorrono tra tensioni, gelosie e relazioni clandestine, mentre il passato dei protagonisti torna a galla, complicando ulteriormente i rapporti. Alla fine, George dovrà fare i conti con le proprie scelte e con le vere intenzioni di Margot.